# Harrisia pomanensis
La ulúa (Harrisia pomanensis) es una especie de plantas en la familia Cactaceae.

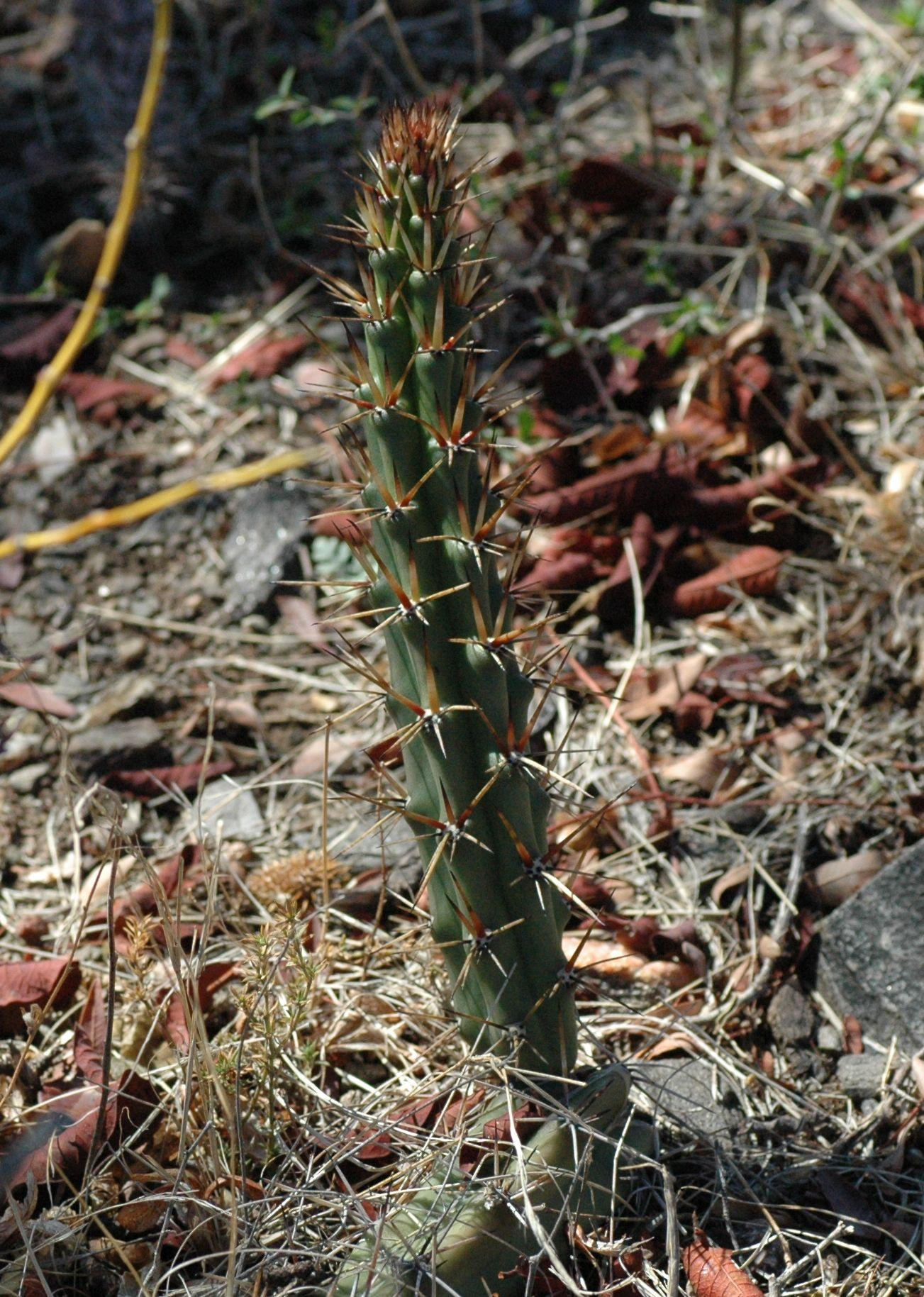
Vista de la planta

## Distribución
Es endémica de Argentina y Bolivia. Es una especie común que se ha extendido por todo el mundo.

## Descripción
Harrisia pomanensis crece, a veces, de forma arbustiva más o menos vertical,  inclinada o acostada, de color azul verdoso o gris-verde glauco con un diámetro de 2-4 centímetros. Tiene de 6 a 56 costillas disponibles. En las areolas tiene espinas como agujas, inicialmente rojizo a casi blancas y más tarde gris con una punta de color negro. La única espina central es de 1-2 cm de largo. Las 6 a 8 espinas radiales alcanzan una longitud de hasta 1 cm.
Las flores alcanzan una longitud de hasta 15 centímetros. Los frutos son rojos esféricos, y llevan algunas escamas.

## Taxonomía
Harrisia pomanensis fue descrita por (F.A.C.Weber ex K.Schum.) Britton & Rose y publicado en The Cactaceae; descriptions and illustrations of plants of the cactus family 2: 155, f. 225. 1920.
Etimología
Ver: Harrisia
pomanensis epíteto geográfico que alude a su localización en el Departamento Pomán.
Sinonimia
- Cereus pomanensis basónimo
- Eriocereus pomanensis
- Cereus regelii
- Harrisia regelii
- Eriocereus regelii
- Cereus bonplandii
- Eriocereus bonplandii
- Eriocereus polyacanthus
- Eriocereus tarijensis[4]